# 第四間氷期
『第四間氷期』（だいよんかんぴょうき）は、安部公房のSF長編小説。「序曲」「プログラム カード No.1」「プログラム カード No.2」「間奏曲」「ブループリント」の5章から成る。日本で最初の本格的長編SF小説だとされている。万能の電子頭脳「予言機械」を研究開発した博士が、実験台として或る中年男の未来を予言しようとするが、ハプニングに見舞われ事態が思わぬ方向に導かれ、やがて「予言機械」による人類の苛酷な未来予測像と、己の運命が明らかとなる物語。受け容れがたい人類の未来が博士自身の予言機械の未来像であり、それに適応するために、己の研究組織により現在の己が否定されることになるというパラドックスと葛藤が描かれ、日常性と未来の関係、現在にとって未来とは何かを問うている。

## 発表経過
1958年（昭和33年）、雑誌『世界』7月号から翌年1959年（昭和34年）3月号に連載され、同年7月5日に講談社より単行本刊行された。刊行に際して、初出誌版を大幅に加筆・改稿し、特に最終章の「少年」の登場場面には多くの加筆がなされ、また再刊にあたっても、印刷段階での数多くの脱落部分や誤植個所が修正され刊行された。文庫版は新潮文庫で刊行されている。翻訳版はD.E. Saunders 訳（英題：Inter Ice Age 4）をはじめ世界各国で行われ、高い評価を受けた。
なお、1966年（昭和41年）、雑誌『映画芸術』4月号に映画脚本化されたものも掲載されたが、映画化は実現しなかった。

## 作品成立・主題
安部公房は、『第四間氷期』連載の半年前に作品の構想について以下のように語っている。
そして連載後、主題に関わる「未来」と現在の関係については、以下のように語っている。
安部は、「現在に、未来の価値を判断する資格があるかどうかはすこぶる疑問で、現在にはなんらかの未来を、否定する資格がないばかりか、肯定する資格もない」と思うとし、「真の未来は、おそらく、その価値判断をこえた、断絶の向うに、〈もの〉のように現われる」と考察しつつ、室町時代のような過去の人間の視点から見た現代がどう映るかを、現代人から見た未来に重ねて、「おそらく、残酷な未来、というものがあるのではない。未来は、それが未来だということで、すでに本来的に残酷なのである。その残酷さの責任は、未来にあるのではなく、むしろ断絶を肯んじようとしない現在の側にあるのだろう」と語り、以下のように説明している。
また、『第四間氷期』を執筆中、安部自身が未来との「断絶」の残酷さに苦しめられ、その残酷さから完全にのがれることが不可能なことを知ったとし、以下のように語っている。

## あらすじ
世界初の予言機械「モスクワ1号」がソビエトで開発され、各自由諸国における天気予報から株価予測、各種の経済指数まで正確に的中させていた。日本もそれに対抗するため、中央計算技術研究所の「私」（勝見博士）が予言機械「KEIGI-1」を開発した。「KEIGI-1」は、人の脳波から、記憶や人格をも再現することができるようになっていた。ソビエトでその後開発された「モスクワ2号」は、未来は共産主義の世の中になるとの予言をし、アメリカはそれに対し抗議を表明し、国際友好をおびやかす政治的予言が非難された。日本のプログラム委員会や統計局もそれに影響され、政治問題に結びつきそうなものを制限し、新しいプログラムを研究所に要請した。
一個人の人間の未来を予言してみることにした「私」と助手の頼木は、街で見かけた或る中年男に目をつけ尾行した。男は誰かと待ち合わせしていたが、すっぽかされ愛人のアパートに入っていった。部屋の位置を頼木が確かめに行き、「私」と頼木はひとまず引揚げた。翌日、男が部屋で殺されたという記事が新聞に載った。愛人の女が殺しを自供していたが、状況から犯人は女とは思えなかった。男を尾行していたことをタバコ屋に見られていた「私」と頼木は、自分たちに嫌疑が及び、そこからマスコミに研究所の仕事をかぎつけられることを危惧した。先手を打って真犯人を捜し、予言機械を犯罪捜査に利用できる道を考えた「私」と頼木は、統計局の協力で、警察から男の屍体を中央保険病院に運び、大脳皮質の反射を機械にかけ、生前の記憶を解析した。男の神経の痕跡は、愛人が或る病院で妊娠3週間の堕胎手術を受けて7千円をもらい、その後同じ境遇の妊婦を紹介するブローカーの内職で報酬を受けていたことを語った。「私」に脅迫電話がかかって来た。面倒なことに巻添えをくったと「私」は考えたが、頼木の意見もあり、さらに女も連れ出し機械で調べようとするが、途中で女が毒殺され、神経反応も調べられなくなった。そのとき頼木が世界では哺乳動物の母胎外発生の研究がひそかに盛んに行われていると言い出し、水棲哺乳類を見たことがあるという話をした。
前回子宮外妊娠をして、堕胎の処置を迷っていた「私」の妻が、何者かにおびき出されて胎児を堕胎させられた。「私」はこれまでの経緯に何か仕組まれた意図を感じ、頼木がこの件の首謀者ではないかと疑い出した。「私」は頼木と一緒に、中央保険病院の山本博士の義兄が所長をしているという母胎外発生研究所へ行ってみた。そこは鎧橋を渡ったところにある研究所で、水棲鼠や水棲豚などが飼育されていた。
「私」は妻が堕胎手術を受けた場所が山本研究所ではないかという確信を深め、妻を予言機械にかけようと思った。「私」は奪われた自分の子供（胎児）が水棲人間として成長し、「私」に抱く感情や暗い未来を考え、胎児を殺してしまいたかった。そのとき「私」の行動を阻止する脅迫電話が再びかかってきた。それは「私」自身の声だった。その声は第一次予言で「私」の未来を見た第二次予言値だった。機械を操作しているのは頼木だったが、それを指示しているのは〈私〉だったのだ。
「私」は〈私〉が雇った暗殺者の男と一緒に、実は水棲人間養育場の委員会となっていた「私」の研究所へ行った。〈私〉は、未来を知ったときの「私」が何をするのかすでに予言していて、「私」は殺されることになっていた。「私」の第二次予言値である〈私〉は、「ある未来を救うために、べつの未来を犠牲にしなければならないような時代には殺人もやむを得ない」と言った。「私」の開発した予言機械は、地球がやがて地下の火山活動による海水の生成により水没することを予言し、その対処のために研究員たちにより水棲人間養育がすでになされていたのだった。

## 登場人物
私（勝見）
46歳。中央計算技術研究所のプログラミング専門博士。ソビエトに対抗し日本で「予言機械」を開発した博士。妻と息子がいる。
頼木
「私」の助手。若い研究員。高田馬場のアパートに居住。
友安
プログラム委員会の委員。統計局の役人。研究員とつながりが深い。
ひょろりとした新顔
大臣秘書。細い指。
所長
研究所の所長。
和田勝子
研究所員。ときどき馬鹿に平凡になったり、ひどく魅力的になったりする娘。欠点は唇の上の黒子。光線の具合でそれが鼻くそに見える。
相羽
研究所員。頼木の腰巾着。
他の研究所員たち
津田、木村など。
中年男
56歳の平凡な男。吉葉商事の会計課長。名前は土田進。
近藤ちかこ
26歳。土田進の愛人。新宿のアパート住い。キャバレーの歌手。体は骨ばっているが気持は素直な女。
山本博士
中央保険病院の電子診断室の医師。脳波分析の専門家。
守衛
研究所の守衛。
暗殺者
「私」を尾行する男。今まで11人殺したことがある。
「私」の妻
子宮外妊娠の経験がある。何者かに騙され、3週間以内の胎児の堕胎手術をされる。名前は貞子。
芳男
「私」の息子（長男）。学校に行っても授業に出ないことがある。
山本氏
山本博士の義理の兄。哺乳動物の母胎外発生の研究者。蒼いよごれた顔の大男。肉づきのいい指の陽気な男。
山本研究所の所員たち
愛想のいい笑顔の原田。水槽の飼育係の小男。獣医など。
イリリ
水棲人間第一号の少年。海中生活での様々な道具を発明する。人なつっこい。外分泌腺が完全に消失していない。左眼にまだ涙腺の痕跡がある。
少年
水棲人の少年。海底油田の見習工。過去の世界に惹きつけられて、空気服（新鮮な海水を絶えず鰓に送る装置）を着ないで、海面におどり出る。陸の音楽というものは耳で聞くだけのものでなく、皮膚で感じとれる風のようなものではないかという思いを確かめたくて、遺跡「東京」の小島で風を受け、涙をにじませ満足して死ぬ。

## 作品が書かれた時代背景と概略
政治
ソビエト連邦がまだ存在する冷戦時代であり、米ソ宇宙開発競争が活発であった。1957年（昭和32年）10月4日にソビエトが人類初の人工衛星スプートニク1号を打ち上げて、アメリカにスプートニク・ショックを与えた。アメリカは科学技術の分野でソビエトに後れを取ったことになり、ソビエトに対抗して1958年（昭和33年）1月31日にエクスプローラー1号を打ち上げて、米ソの宇宙開発競争が始まった。
コンピュータ
コンピュータ（作中では電子計算機、当時はそう呼ばれるのが一般的であった）は当時すでに知られていたが、一般の目に触れるものではなかった。作中の予言機械は今日のスーパーコンピュータととらえることができるが、当時は汎用コンピュータの祖とされるIBMシステム/360（1964年発表）もまだ登場していない。日本では1957年（昭和32年）3月に日本電信電話公社電気通信研究所がパラメトロン電子計算機MUSASINO-1を開発し、安部もこのMUSASINO-1を取材で見学している。その時代に電子頭脳の可能性を「予言」した安部の慧眼が読みとれる。なお、作中では人格をもシミュレーションする予言機械であるが、入力機器としてはパンチカードを使用している。
水棲生物
1950年代には、獲得形質が遺伝するというトロフィム・ルイセンコの主張が、日本においても一定の影響力を持っていた。ワトソン、クリックによりDNAの二重らせん構造が発表されたのは1953年（昭和28年）である。なお、作品では生物の改造に直接の遺伝子操作ではなく、進化の名残を利用しようとする。地上の動物もその成長の過程でかつての魚の形態も通過するが、そこに手を加えることで水中呼吸のための鰓を残したまま成長させようとする。物語の終盤では、水棲人の不思議な生態や陸棲人（元の人類）との立場の逆転した関係も描かれる。
地球水没
水没の要因として二酸化炭素の増加による温暖化、それに伴う氷河の消滅も作中で取り上げられているが、全面的な水没の主要因として地球の火山活動による海水の生成によるものとしている。
SF作家
この作品が書かれた当時、すでに活動していたSF作家としては、戦前から活躍していた海野十三や、戦後にデビューした漫画家の手塚治虫や、デビューしたての星新一がいる。海野十三は『第五氷河期』という作品を発表している。小松左京、筒井康隆がSF作家としてデビューするのは後のことである。

## 映画化脚本
1966年（昭和41年）、雑誌『映画芸術』4月号に掲載。東宝が堀川弘通を監督として映画化を企画したが、実現はしなかった。東宝プロデューサーの田中友幸は、『三大怪獣 地球最大の決戦』（1964年）を怪獣映画の一つの区切りとし、本作品を持って特撮映画を本格SF路線へ転換していくことを構想していた。
シナリオの表紙に書かれた脱稿日は、1965年（昭和40年）9月7日となっている。堀川によると、軽井沢・千ヶ滝の白木牧場内にある貸別荘で執筆されたものだという。『第四間氷期』の映画化を望んでいた堀川は、「着想の秀抜さ、スケールの雄大さ、一読、私が、この作品の映画化に夢中になったのはもっとも」と語っている。

## おもな刊行本
- 『第四間氷期』（講談社、1959年7月5日）
  - 装幀・挿絵：安部真知。あとがき：安部公房。
- ハヤカワ・SF・シリーズ3062『第四間氷期』（早川書房、1964年5月31日）
  - 挿画：安部真知。
- 現代文学秀作シリーズ『第四間氷期』（講談社、1970年9月4日）
- 文庫版『第四間氷期』（新潮文庫、1970年11月10日。改版2005年、2013年） ISBN 4-10-112105-2
  - カバー装画・挿絵：安部真知。付録・解説：磯田光一。
  - ※ 2005年改版より、カバー装画：近藤一弥（フォト：安部公房）。
- 英文版『Inter Ice Age 4』（訳：D.E. Saunders）（Tuttle classics、1971年）

## 全集書誌情報
- 「第四間氷期」、『世界SF全集』 第27巻、早川書房、1971年。ISBN 4-15-200027-9。
- 「第四間氷期」、『現代の文学』 13巻、講談社、1971年。
- 「第四間氷期」、『日本文学全集』 85巻、集英社、1972年。
- 「第四間氷期」、『安部公房全作品』 4巻、新潮社、1973年。
- 「第四間氷期」、『安部公房全集』 19巻、新潮社、1999年4月。ISBN 4-10-640139-8。